# Granzyme
Les granzymes sont des protéases qui ont pour rôle de dégrader les cellules dangereuses pour l'organisme. Elles induisent l'apoptose des cellules dangereuses pour l'organisme telles que des bactéries ou des cellules tumorales. Il existe plusieurs types de granzyme notamment la granzyme a et b.  

Les granzymes sont produites par des cellules NK (natural killer) et des lymphocytes TCD8 (cytotoxiques) dans des granules cellulaires. Lorsque les lymphocytes sont activés, un mécanisme d'exocytose des granules permet aux granzymes d'atteindre la cellule à détruire. Elles pénètrent le cytoplasme grâce à l'action des perforines (une autre enzyme) qui percent des trous dans les membranes cellulaires et induisent ainsi leur action pro-apoptotique du à un choc osmotique. En effet, les micro pores induits par la perforine vont causer une entrée de beaucoup de liquide et des granzymes b.
Des protéases, présents dans les granzymes vont conduire la cellule cible à l'état d'apoptose. 

## Historique
En 1986, Jürg Tschopp et son équipe publièrent un article sur leur découverte des granzymes. Dans cet article, ils discutent de leurs méthodes de purification, caractérisation et découverte d'une variété de granzymes au sein des granules cytolytiques de lymphocytes T cytotoxiques et de cellules NK. Ils identifièrent 8 granzymes différentes et purent déterminer une partie de la séquence en acides aminés de chaqu'une des huit protéines. Les molécules furent nommées Grs de manière non officielle pendant 5 ans, jusqu'à ce que l'équipe choisisse le nom de "granzyme" qui fut largement accepté par la communauté scientifique.
La sécrétion de granzymes peut être détectée et mesurée par les méthodes de Western Blot ou d'ELISA. Les cellules sécrétant des granzymes peuvent être identifiées par cytométrie en flux ou ELISPOT. Ces méthodes permettent également une quantification de la sécrétion de granzymes.